# Servei de Cria de Cavalls de les Forces Armades
El Servei de Cria de Cavalls de les Forces Armades (SCCFAS) és el conjunt d'unitats pertanyents al Ministeri de Defensa i integrades per personal civil i militar que es dediquen a la reproducció de cavalls i també, des de dates més recents, gossos. Des de la seva constitució l'any 2013, aquest servei forma part de la Secretaria General Tècnica (SEGENTE).
Té com a missió fonamental la reproducció i criança de cavalls i gossos per a la seva posada a la disposició de les tres branques de les Forces Armades, la Guàrdia Reial i la Guàrdia Civil.
Fins a la seva extinció mitjançant un Reial decret al setembre de 2013, la Cria Cavallar de les Forces Armades va ser un organisme autònom de la Defensa.

## Funcions
Les funcions que gestiona, inspecciona i coordina la Secretaria General Tècnica del Ministeri de Defensa a través d'aquest servei són les següents:
- Criança, selecció, millora, adquisició i cessió del bestiar equí que precisin els Exèrcits i la Guàrdia Real.
- Formació del personal militar en totes les activitats eqüestres i de cria cavallar.
- Col·laboració amb entitats públiques i privades en les activitats pròpies de l'Organisme.
- El desenvolupament, innovació, recerca, vinculats a la cria i reproducció equines que té encomanades.
- Realització de les activitats necessàries per a la consecució de l'objectiu d'eficiència en la gestió del patrimoni posat al seu càrrec.
- Cria i la preparació de gossos aptes per ser ensinistrats a l'Escola Cinològica de Defensa, la Guàrdia Reial, i principalment a la Escola d'Ensinistrament de la Guàrdia Civil.